# Sao chổi lớn năm 1577

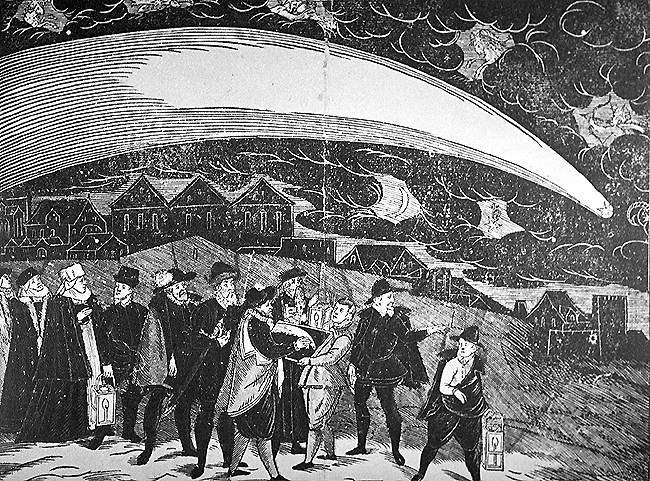
Sao chổi lớn năm 1577, quan sát tại Praha ngày 12 tháng 11. Tranh khắc gỗ của Jiri Daschitzky.

Sao chổi lớn năm 1577 (tên gọi chính thức: C/1577 V1) là một sao chổi không định kỳ đã đi qua gần Trái Đất trong năm 1577. Sao chổi bắt đầu với sắp xếp lớp "C" là là một sao chổi không định kỳ, và vì vậy nó không được dự kiến sẽ quay trở lại. Năm 1577, sao chổi này được mọi người trên khắp châu Âu quan sát, bao gồm nhà thiên văn học nổi tiếng người Đan Mạch Tycho Brahe và nhà thiên văn học người Thổ Nhĩ Kỳ Taqi ad-Din. Từ những quan sát của ông về sao chổi này, Brahe đã phát hiện ra rằng sao chổi và các vật thể tương tự di chuyển xa phía trên bầu khí quyển của Trái Đất. Mô phỏng lại chu kỳ sao chổi với JPL Horizons cho thấy sao chổi này hiện đang cách xa Mặt Trời 320 AU (dựa trên 24 quan sát của Brahe kéo dài 74 ngày từ ngày 13 tháng 11 năm 1577 đến ngày 26 tháng 1 năm 1578).

## Những quan sát của Brahe và những người khác

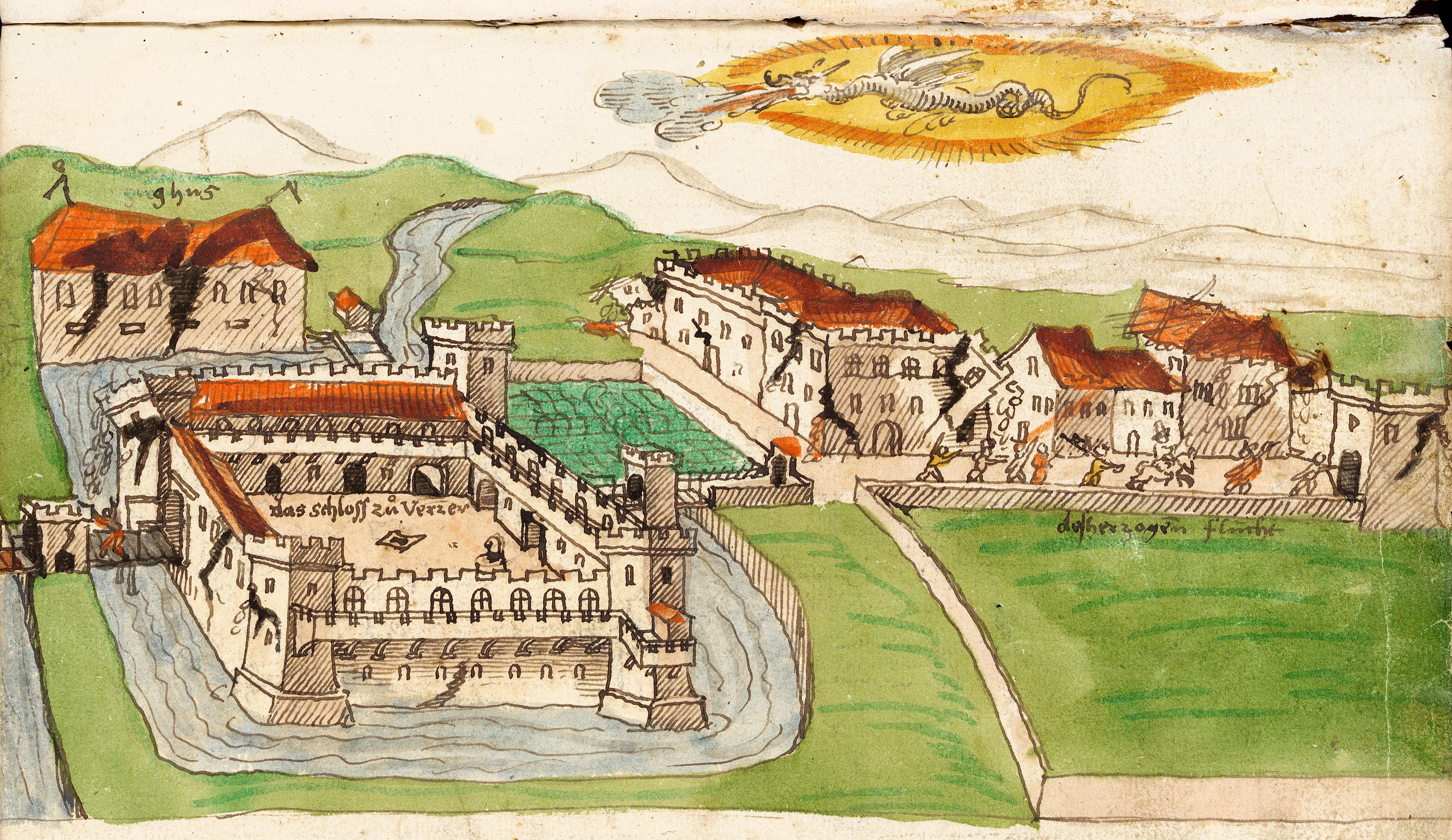
Thành phố Ferrara bị phá hủy bởi trận động đất năm 1570 và Sao chổi lớn năm 1577

Việc ghi nhận đầu tiên là từ Peru, 5 ngày sau đó: các ghi chép nói rằng nó được nhìn thấy qua những đám mây như mặt trăng. Vào ngày 7 tháng 11, tại Ferrara (Italy), kiến trúc sư Pirro Ligorio đã mô tả "sao chổi sáng lung linh như một ngọn lửa đang cháy trong đám mây rực rỡ." Vào ngày 8 tháng 11, các nhà thiên văn Nhật Bản báo cáo có một sao chổi có độ sáng giống như mặt trăng và một cái đuôi trắng trải rộng trên 60 độ.
Tycho Brahe, người được cho là đã lần đầu tiên quan sát sao chổi này ngay trước khi mặt trời lặn vào ngày 13 tháng 11 sau khi trở về từ một ngày câu cá, là người quan sát nổi tiếng nhất về sự xuất hiện của sao chổi này.
Các bản phác thảo được tìm thấy trong một trong những cuốn sổ tay của Brahe dường như chỉ ra rằng sao chổi có thể đã di chuyển gần sao Kim. Những bản phác thảo mô tả Trái Đất ở trung tâm của Hệ Mặt Trời, với Mặt Trời và Mặt Trăng trong quỹ đạo và các hành tinh khác xoay quanh Mặt Trời, một mô hình mà sau này đã bị thay đổi bằng thuyết Nhật tâm. Brahe đã thực hiện hàng ngàn phép đo chính xác về con đường của sao chổi, và những phát hiện này đã góp phần đưa ra giả thuyết của Johannes Kepler về các định luật chuyển động hành tinh và nhận ra rằng các hành tinh chuyển động theo quỹ đạo hình elip. Kepler, trợ lý của Brahe trong thời gian ở Prague, tin rằng hành vi và sự tồn tại của sao chổi là đủ để thay thế lý thuyết thiên thể, mặc dù quan điểm này tỏ ra quá lạc quan về tốc độ thay đổi.

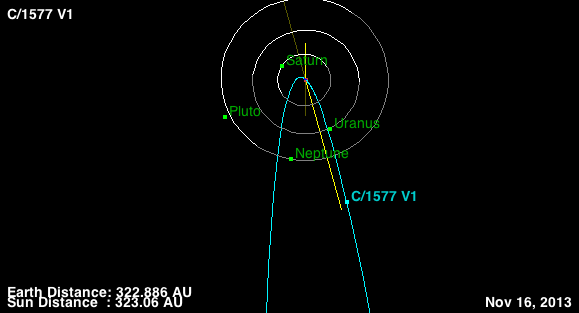
Vào tháng 11 năm 2013 khoảng cách giữa Mặt trời và sao chổi C/1577 V1 là khoảng 323 AU.

Khám phá của Brahe rằng coma của sao chổi đối mặt với mặt trời cũng rất đáng kể.
Một thất bại mà Brahe đã thực hiện là các phép đo của ông xem sao chổi cách xa khí quyển Trái Đất bao nhiêu, và anh ta không thể cung cấp những con số có ý nghĩa và chính xác cho khoảng cách này; tuy nhiên, ít nhất là ông đã thành công trong việc chứng minh rằng sao chổi nằm ngoài quỹ đạo Mặt Trăng so với Trái Đất, và, xa hơn nữa, có lẽ còn cách xa hơn ba lần khoảng cách trên. Ông đã làm điều này bằng cách so sánh vị trí của sao chổi trên bầu trời đêm, nơi ông quan sát nó (đảo Hven, gần Copenhagen) với vị trí được quan sát bởi Thadaeus Hagecius (Tadeáš Hájek) tại Praha cùng một lúc, so sánh chi tiết với sự chuyển động của Mặt Trăng. Hai người phát hiện ra rằng, trong khi sao chổi ở gần cùng một nơi đối với cả hai người quan sát, Mặt Trăng thì không, và điều này có nghĩa là sao chổi còn xa Trái Đất hơn Mặt Trăng nhiều.
Phát hiện của Brahe kết luận rằng sao chổi là các vật thể trên trời, trong khi được chấp nhận rộng rãi, là nguyên nhân của rất nhiều cuộc tranh luận từ xưa cho đến thế kỷ 17 và trong thế kỷ 17, với nhiều lý thuyết được phổ biến trong cộng đồng thiên văn. Galileo cho rằng sao chổi là hiện tượng quang học, và điều này làm cho thị sai của chúng không thể đo được. Tuy nhiên, giả thuyết của ông không được chấp nhận.
Một số nhà quan sát khác đã ghi lại việc nhìn thấy sao chổi: Nhà thiên văn học Taqi al-Din Muhammad Ibn Ma'ruf đã ghi lại sự đi qua của sao chổi. Sultan Murad III thấy những quan sát này là một điềm xấu cho cuộc chiến và đổ lỗi cho al-Din vì bệnh dịch lan truyền vào thời điểm đó. Các nhà quan sát khác bao gồm Helisaeus Roeslin, William IV, Landgrave của Hesse-Kassel, Cornelius Gemma, người ghi nhận sao chổi có hai đuôi và Michael Mästlin - cũng xác định nó rất sáng. Ngoài ra nó cũng được quan sát bởi Abu'l-Fazl ibn Mubarak, người ghi lại đường đi của sao chổi trong Akbarnama.

## Vua Lê Thế Tông
Đại Việt Sử ký Toàn thư chép về sự kiện này như sau: "Năm 1577, tháng 11 (âm lịch), sao chổi hiện trỏ thẳng về phía Đông Nam, tua sáng dài đến 40 trượng, sắc hồng và tía ánh nhau, mọi người kinh ngạc. Tháng 12, ngày mồng 1, sao chổi hết". Vua Lế Thế Tông vì thế đã hạ chiếu đổi niên hiệu là Quang Hưng vảo năm 1578.